# دونالد ليل
دونالد ليل (بالإنجليزية: Alick Lill)‏ هو لاعب كرة قدم أسترالية ومدرب رياضي أسترالي، ولد في 10 مايو 1904 في Stepney, South Australia ‏ في أستراليا، وتوفي في 31 ديسمبر 1987.

## وصلات خارجية
- دونالد ليل على موقع AustralianFootball.com (الإنجليزية)